# Jurij Michajlovič Vyšinskij
Jurij Michajlovič Vyšinskij (24 settembre 1923 – Mosca, 10 gennaio 1990) è stato un regista sovietico.

## Filmografia parziale

### Regista
- V kvadrate 45 (1955)
- Appassionata (1963)
- Zalp Avrory (1965)
- Kogda rasschoditsja tuman (1970)
- Belyj sneg Rossii (1980)